# Sellerie automobile
Pour les articles homonymes, voir sellerie.
La sellerie automobile désigne l'ensemble des recouvrements de sièges installés dans les véhicules automobiles. Le véhicule est équipé en sellerie cuir, grâce à un gabarit informatique qui est créé à partir des propres mesures de la sellerie.

## Étapes de réalisation d'une sellerie automobile en cuir
Une machine de coupe, pilotée par ordinateur, est employée pour optimiser et rentabiliser au maximum les peaux qui sont découpées. La totalité des selleries modernes comporte des parties avec de la mousse. Ainsi, la coupe des mousses est étroitement liée à celle des pièces de cuir qui servent à réaliser la sellerie. Dès que la coupe est terminée, les morceaux de cuir sont cousus entre eux de manière que l'ensemble de la housse en cuir s'adapte à la structure en mousse du siège. Ces étapes de fabrication sont soumises à différents degrés d'automatisation et différentes exigences de qualité.
Selon les automobiles, plus ou moins d'éléments de l'habitacle peuvent être recouvert de cuir, et selon une large palette de coloris. Les grands constructeurs proposent le plus souvent des garnitures cuir partielles ou totales des sièges de l'habitacle ou d'élément du mobilier comme le volant, la planche de bord ou les contreportes. Les marques de luxe utilisent beaucoup de cuir, souvent de très grande qualité, pour leurs modèles exclusifs. Certains modèles[Lesquels ?] nécessitent jusqu'à plus de 10 peaux.

## Confection et façonnage d'une sellerie automobile en cuir
La confection consiste à assembler deux pièces de cuir, à l'aide de fil à coudre. La couture se fait manuellement à l'aide d'une aiguille (repose-tête, volant, etc.) ou bien, le plus souvent, mécaniquement à l'aide d'une machine à coudre (siège, panneau de porte, etc.). La finition des coutures en sellerie automobile est un travail rigoureux exécuté à la main. En effet, les coutures ne doivent pas se détériorer au fil des années.
En plus de la couture simple, la sellerie automobile a recours à d'autres types de coutures plus esthétiques comme la couture rabattue, la double couture ou le passepoil :
- La couture rabattue donne un assemblage solide et un peu plus de raideur par rapport à un assemblage normal.
- La couture rabattue est exécutée comme une couture simple bord à bord. Le cuir est piqué selon la ligne de piqûre et les surplus de cuir (repassage) sont ensuite couchés. Un des surplus de cuir est recoupé de moitié. Le grand côté est replié sur le petit. Après la finition, l'endroit présente une épaisseur qui se marque un peu plus.

L’assemblage de deux pièces de cuirs peut se faire de différentes façons. La double couture cherche à valoriser le cuir et à donner au client un sentiment de confort et une meilleure qualité perçue.
Le passepoil est un cordon, de cuir replié et inséré le long d’une couture, se présentant sous la forme d’un petit jonc. Ce liseré peut être ton sur ton ou contrasté avec le coloris des deux pièces de cuir qu'il assemble. Le passepoil est aussi bien utilisé pour renforcer la couture que pour terminer la forme du siège, lui offrant ainsi un aspect visuellement proche de ce que produisent les marques de luxe anglaises.
Le cuir perforé (et Alcantara) apporte une ambiance sportive et permet aux constructeurs d'intégrer une ventilation dans les sièges. Ce type de siège est plus fréquent depuis quelques années, depuis que les constructeurs ont commencé à fabriquer des sièges climatisés.